# Mihm RM 4
Die Mihm RM 4 war ein doppelsitziges Amphibien-Segelflugzeug, konstruiert und gebaut von Richard Mihm. Im Jahr 1937 wurde damit auf Sylt ein Dauerflugweltrekord aufgestellt.

## Geschichte
Richard Mihm hatte als Bau- und Möbelschreiner-Geselle in der Flugtechnischen Abteilung der Rhön-Rossitten-Gesellschaft (RRG) auf der Wasserkuppe bei Alexander Lippisch „angefangen von den verschiedensten Flugmodellen bis zu sechs Metern Spannweite, Segelflugzeuge vom Schulgleiter Pegasus bis hin zum Hochleistungseinsitzer Fafnir, auch einige, die durch Motor oder sogar durch Raketen angetrieben wurden, weiterhin Experimentierflugzeuge wie die schwanzlosen Storch- und Delta-Typen oder Enten, sogar Wind- und Rauchkanäle sowie Luftschrauben“ (Erinnerungen Richard Mihms) gebaut. Nach dem Übergang zur Deutsche Forschungsanstalt für Segelflug und dem Bau der Segelflugzeuge Professor, Präsident und der Flugzeuge Hans Jacobs’ begann er mit der Konstruktion und 1936 dem Bau des Doppelsitzers RM 4, den er ab Anfang 1937 in Hamburg fortsetzte. Dort war er ab dem 1. Februar als Meister in der Versuchsabteilung von Blohm & Voss angestellt worden.
Mit dem Flugzeug starteten am 26. November 1937 Ernst Jachtmann und K. Floßdorf auf Sylt in der Nähe des Roten Kliffs vom Wasser aus zu einem von der FAI anerkannten Dauerrekordflug von 13 Stunden 59 Minuten in etwa 100 Metern Höhe zwischen den Wendepunkten Wenningstedt und Kampen pendelnd.

## Konstruktion
Der freitragende Ganzholz-Schulterdecker mit zweiteiligem Doppeltrapez-Knickflügel in Holzrippenbauweise hatte zweigeteilte differentielle Querruder. Der Torsionskasten war aus Sperrholz, der Rest stoffbespannt. Der komplett sperrholzbeplankte, wasserdichte Rumpf aus Spanten und Gurten hatte einen doppelten Boden und eine Bugkupplung. Neben dem Wasserstart an der Winde war Starten und Landen auf festem Boden durch ein montierbares Fahrwerk mit zwei 260×85-mm-Rädern mit 1,40 m Spurweite möglich. Das Cockpit mit versetzt nebeneinander angeordneten Sitzen war von einer nach hinten aufklappbaren, einteiligen Haube überspannt. Das freitragende Normalleitwerk bestand aus Pendelhöhenruder und Seitenruder mit Hornausgleich.

## Technische Daten
| Kenngröße             | Daten                          |
| --------------------- | ------------------------------ |
| Besatzung             | 1 + 1 (versetzt nebeneinander) |
| Länge                 | 8,5 m                          |
| Spannweite            | 18 m                           |
| Höhe                  |                                |
| Flügelfläche          | 20,00 m²                       |
| Flügelstreckung       | 16,2                           |
| Flügelprofil          | Gö 387 (modifiziert)           |
| Gleitzahl             | 23 bei 72 km/h                 |
| Geringstes Sinken     | 0,85 m/s bei 52 km/h           |
| Leermasse             | etwa 300 kg                    |
| Startmasse            | etwa 500 kg                    |
| Flächenbelastung      | etwa 25 kg/m²                  |
| Höchstgeschwindigkeit |                                |